# 巴巴利亚
巴巴利亚（葡萄牙語：Barbalha）是巴西塞阿拉州的一个市镇。总面积479.184平方公里，总人口59343人，人口密度120人/平方公里。